# Franse beschieting van Luik
De Franse beschieting van Luik is een episode van de Negenjarige Oorlog, die plaatsvond van 1 juni tot 7 juni 1691 in en nabij de stad Luik in het prinsbisdom Luik.

## Zonnekoning

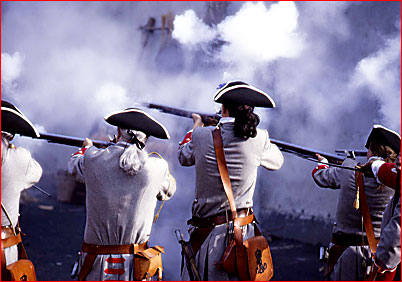
Reconstructie Franse troepen in de Negenjarige Oorlog

In de Negenjarige Oorlog was Lodewijk XIV, de Zonnekoning in Frankrijk, in oorlog met alle Europese mogendheden. Dit was een dieptepunt in de Franse diplomatie en van de Franse positie in Europa. Deze oorlog wordt ook genoemd de oorlog van de Liga van Augsburg of van de Grote Alliantie, wat de namen aangeeft van de anti-Franse allianties.
Het Rooms-Duitse Rijk had de oorlog verklaard aan Frankrijk. De prins-bisschop van Luik, Johan Lodewijk van Elderen, kon niet anders dan ten strijde te trekken tegen Frankrijk, aangezien het prinsbisdom deel uitmaakte van het Rooms-Duitse Rijk. Het was de eerste en enige maal dat het prinsbisdom Luik formeel de oorlog verklaarde aan het koninkrijk Frankrijk. De pro-Franse fractie in het prinsbisdom was uiteraard ongelukkig met dit militair avontuur en kreeg het hard te verduren. De Republiek der Zeven Verenigde Nederlanden kwam Luik ter hulp met troepen en met een lening. De troepen van Menno van Coehoorn waren gelegerd tussen Hoei, een Luikse stad, en Namen, een stad in de Spaanse Nederlanden. De lening van de Nederlanders aan Luik was een operatie van raadpensionaris Heinsius. De Luikenaars hadden op een grotere lening gehoopt, èn aan een lagere rente, doch de bankiers in Den Haag en Amsterdam kwamen in 1689 over de brug met minder interessante voorwaarden voor de Luikenaars.

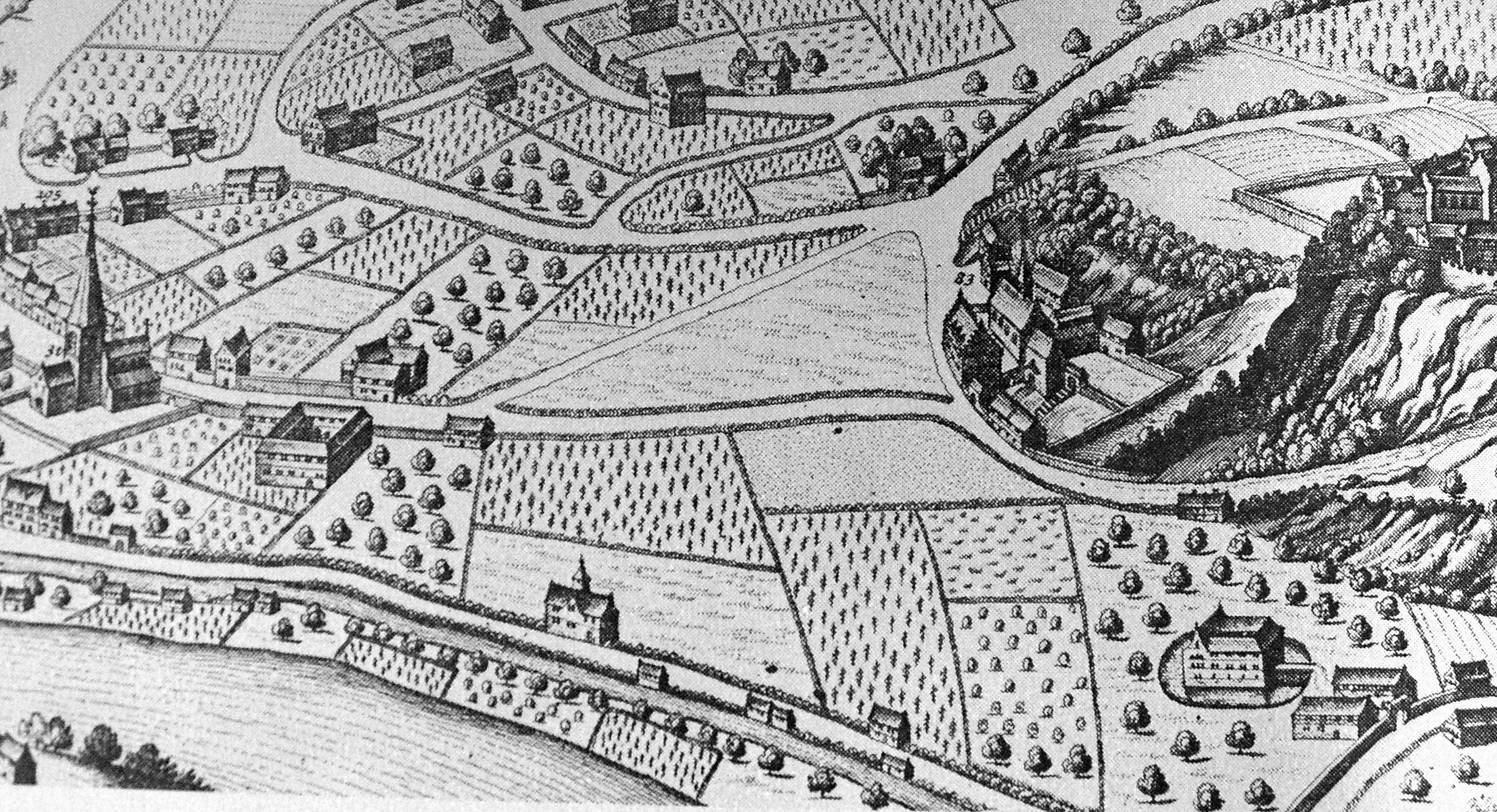
Rechts de heuvel met het Kartuizerklooster, van strategisch belang voor de Franse artillerie

## Luikse militie
Prins-bisschop van Elderen betaalde de oprichting van zijn Luikse militie hoofdzakelijk met belastingen in het prinsbisdom. Alle dorpen in het prinsbisdom werden zwaar getaxeerd. Uiteindelijk kwam er een Luiks leger op de been van 6.000 man, 4 regimenten infanterie en 2 regimenten dragonders. Bevelhebber was de Brabander baron T'Serclaes de Tilly. De Nederlandse militairen moesten niets hebben van deze Spaans-Brabantse baron in het gezamenlijk hoofdkwartier in Luik. Een poging van de Nederlanders om de koning van Spanje te bewegen T'Serclaes de Tilly terug te roepen, mislukte. De prins-bisschop sloot een akkoord met de troepen uit de Verenigde Provinciën, waarbij de officieren kost en inwoning kregen overal in het prinsbisdom. 
Nadat de Luikse militie meegevochten had in de Slag bij Fleurus (1690) was het volksenthousiasme voor de Luikse troepen groot (ook al wonnen de Fransen daar).

## Hertog van Boufflers

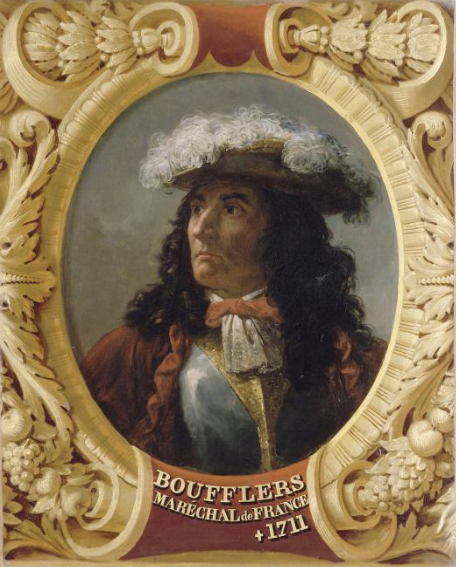
Louis François, hertog van Boufflers, beschoot Luik met zijn artillerie

Op bevel van de Franse minister van oorlog, de markies de Louvois, trokken Franse troepen na het Beleg van Bergen in 1691 naar het prinsbisdom Luik. Louis-François, hertog van Boufflers, leidde de Franse troepen. Zij eisten in de dorpen van het prinsbisdom dezelfde hoge belastingen als de prins-bisschop had gevraagd voor zijn militie. Dit had koning Lodewijk XIV opgelegd aan de hertog van Boufflers. De koning was verbolgen dat het prinsbisdom Luik haar neutraliteit had opzij gezet, de pro-Franse fractie had verjaagd uit Luik en zelfs ten strijde durfde te trekken tegen Frankrijk. Voor de Franse koning moest en zou Luik een neutraal (lees: pro-Frans) Rooms-Duits land zijn.
Op 1 juni 1691 stond de Franse hertog voor de stadspoorten van Luik. Twee dagen later had hij het Kartuizerklooster in bezit genomen, dat hoog op de strategisch gelegen heuvel Mont Cornillon boven de stad lag. Vervolgens namen de Fransen met volle kracht met hun artillerie de stad onder vuur. De Luikenaars stuurden een koerier naar Heinsius in Den Haag, waarbij ze stelden dat Luik stand hield ondanks de "furieuse bombarderie". 
Pruisische hulptroepen kwamen Luik te hulp en ze werden tot de stad toegelaten. Maar tot ontzetting van de Luikenaars plunderden de Pruisen de lege huizen en paleizen in de stad. De Fransen verkneukelden zich in het schouwspel, zoals minister de Louvois achteraf sprak tot de hertog van Boufflers: "les secours que les ennemis ont fait arriver dans la ville de Liège, n'ont servi qu'à augmenter la ruine."
Onder druk van geruchten van nog meer in aantocht zijnde Rooms-Duitse hulptroepen, trokken de Fransen zich in de ochtend van 7 juni 1691 terug.

## Gevolgen

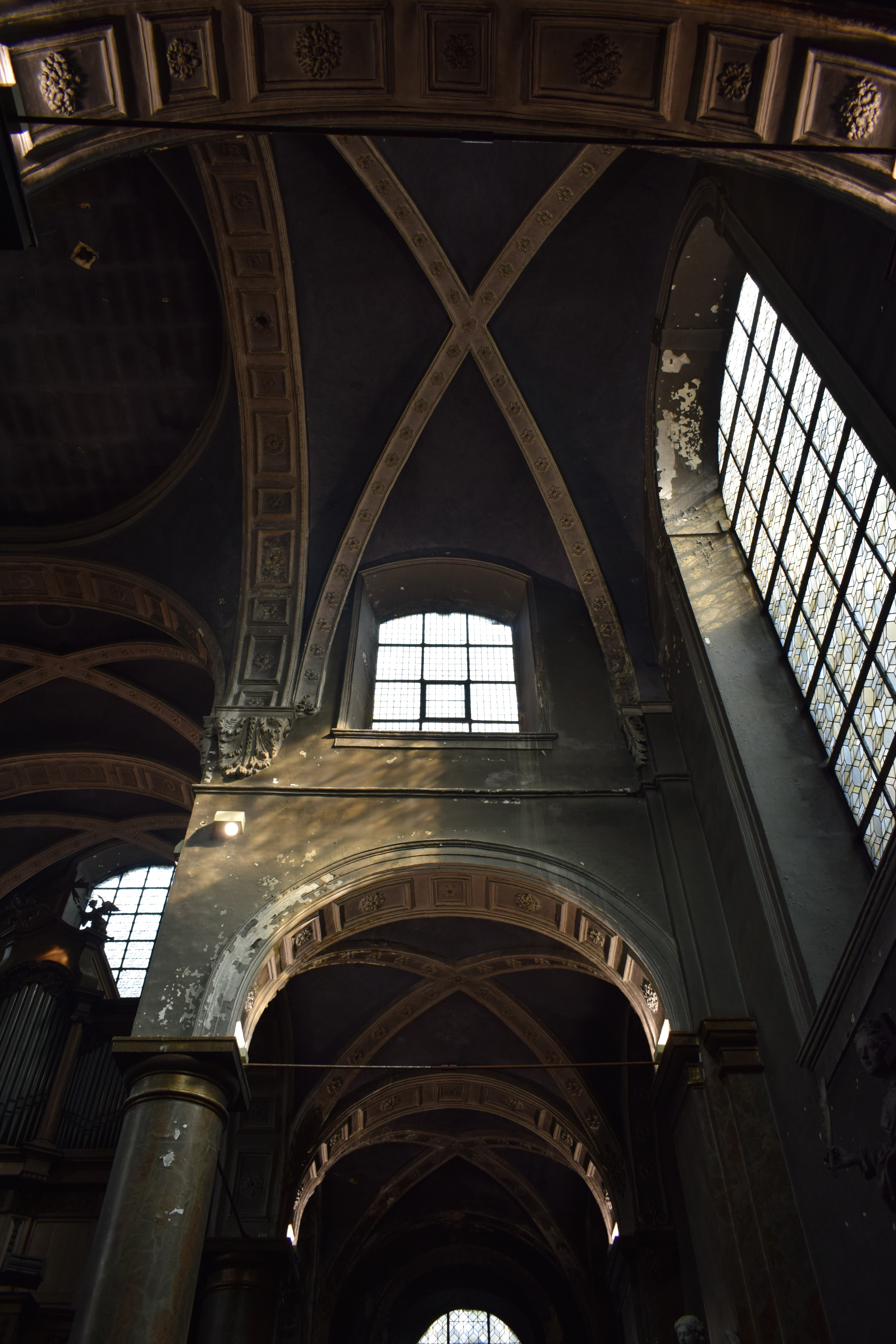
De herbouwde Sint-Catharinakerk

- De Fransen hebben Luik in 1691 dus niet veroverd. De politieke overwinning was wel voor de Zonnekoning. Met de Franse overwinning in Neerwinden (1693) en de dood van prins-bisschop van Elderen (1694) kreeg de Zonnekoning zijn zin. Het prinsbisdom Luik, onder bestuur van Jozef Clemens van Beieren, verklaarde zich neutraal tegenover Frankrijk. De Grote Alliantie bleef bestaan tot 1697, tot de Vrede van Rijswijk, maar de Luikse neutraliteit sloeg alleszins een bres in de unie van anti-Franse vijandigheid.[6]
- Eén vijfde van de stad Luik was verwoest. Zo was de wijk rond de Place du Marché in puin gelegd. Dit was te wijten zowel aan de bombardementen van de Fransen als de brandstichtingen van de Pruisen.
- Het gotische stadhuis van Luik, gelegen aan de Place du Marché, was volledig vernield. Het werd heropgebouwd in barokstijl.[7]
- Twaalf kerken in Luik waren verwoest, onder meer de Sint-Catharinakerk, die herbouwd werd in barokke stijl.[8]